# The Quiet Place
The Quiet Place är en singel av In Flames från albumet Soundtrack To Your Escape släppt 2004. Den har tre musikspår, "The Quiet Place", en remix av "My Sweet Shadow" och en liveversion av Värmlandsvisan. CD-singeln innehåller dessutom videon till The Quiet Place, ett videoklipp från inspelningen samt en skärmsläckare.

## Spellista
1. The Quiet Place
2. My Sweet Shadow (Remix)
3. Värmlandsvisan (live)
4. The Quiet Place (videoklipp)

## Banduppsättning
- Anders Fridén - sång
- Daniel Svensson - trummor
- Peter Iwers - bas
- Jesper Strömblad - gitarr
- Björn Gelotte - gitarr